# Maison LePailleur
La maison LePailleur est une maison patrimoniale construite en 1792 et située à Châteauguay.

## Histoire
La maison Le Pailleur est construite en septembre 1792 par Pierre Bouthillier pour le compte de François Rolland. Elle demeure un exemple de la maison québécoise typique et une des plus anciennes maisons résidentielles en Montérégie. 
À partir de 1826 jusqu'en 1834, la maison appartient au notaire François-Georges LePailleur, puis de 1855 à 1875 à son fils, également notaire, Alfred-Narcisse LePailleur. Le nom de la maison vient de cette famille.
Construite sur un domaine qui fait face à l’église Saint-Joachim sur l'autre rive de la rivière Châteauguay, la maison comporte plusieurs dépendances à l'arrière, telles une écurie, un caveau à légumes, une grange et des latrines. Un jardin potager patrimonial existe toujours où sont cultivés fleurs et aliments du XVIIIe siècle.
La maison connaît avec le temps différentes vocations : résidence privée pour des familles francophones et anglophones, entrepôt de fourrures, magasin général et étude de notaires. Au lendemain de la rébellion des Patriotes en 1839, la maison est réquisitionnée par les soldats anglais, en poste à Châteauguay, qui la saccagent, soupçonnant le notaire de sympathies patriotes.
La Fondation Héritage canadien du Québec, fondée par Colin Molson, Mabel Molson et John Beattie, est propriétaire de la maison de 1958 à 1997.
La Ville de Châteauguay acquiert la maison en 1997. La Société du Musée du Grand Châteauguay, fondée en 1989, y loge depuis 1998. Depuis les années 2000, la maison LePailleur accueille des expositions artistiques ou historiques. Elle conserve également un mobilier d'époque installé au grenier.
La maison est déclarée Immeuble patrimonial de Châteauguay en 2010.

## Description
La maison, imposante pour l'époque, est construite en pierres avec une charpente de poutres de bois qui soutient un toit de bardeaux de cèdre. À l'intérieur, on y retrouve un puits, des réservoirs, une pierre d'évier et plusieurs foyers pour la cuisine et le chauffage des pièces.
La maison subit d'importantes rénovations en 1896 avec l’ajout de larmiers et d’un nouvel escalier menant au comble. En 2012, la toiture est restaurée en bardeaux de cèdre, selon les plans et l’allure d’origine.

## Galerie

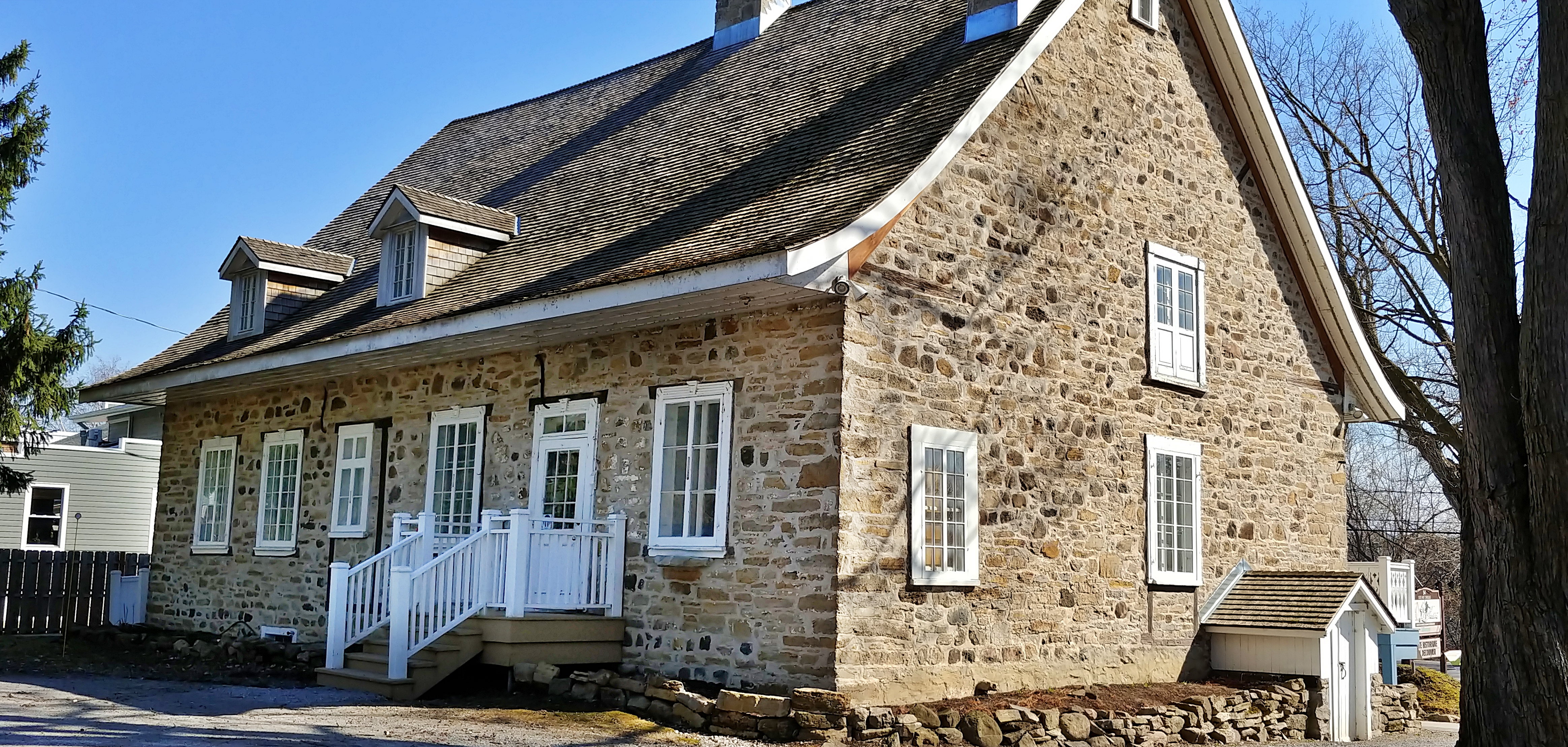
Vue arrière
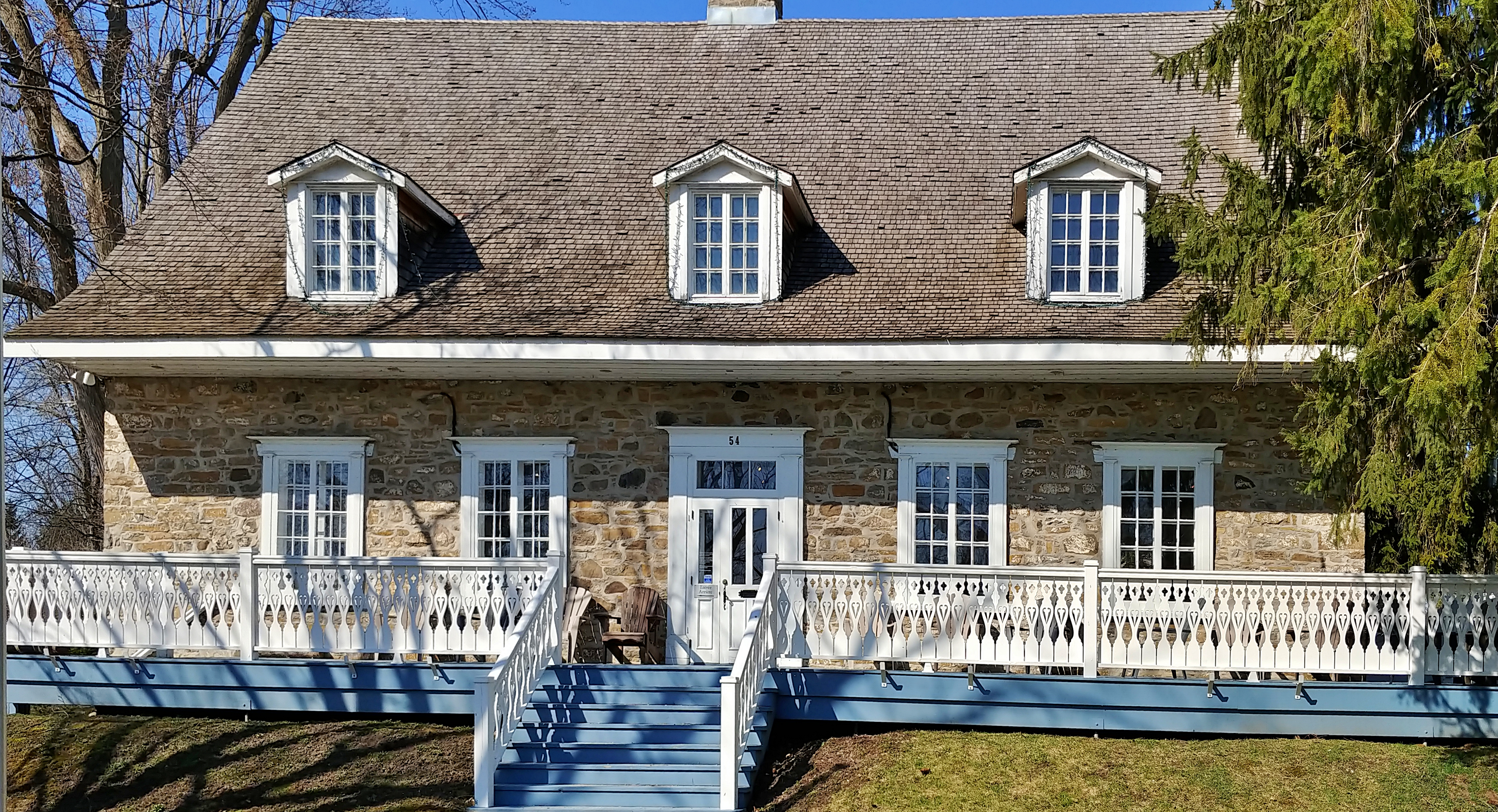
Façade avant
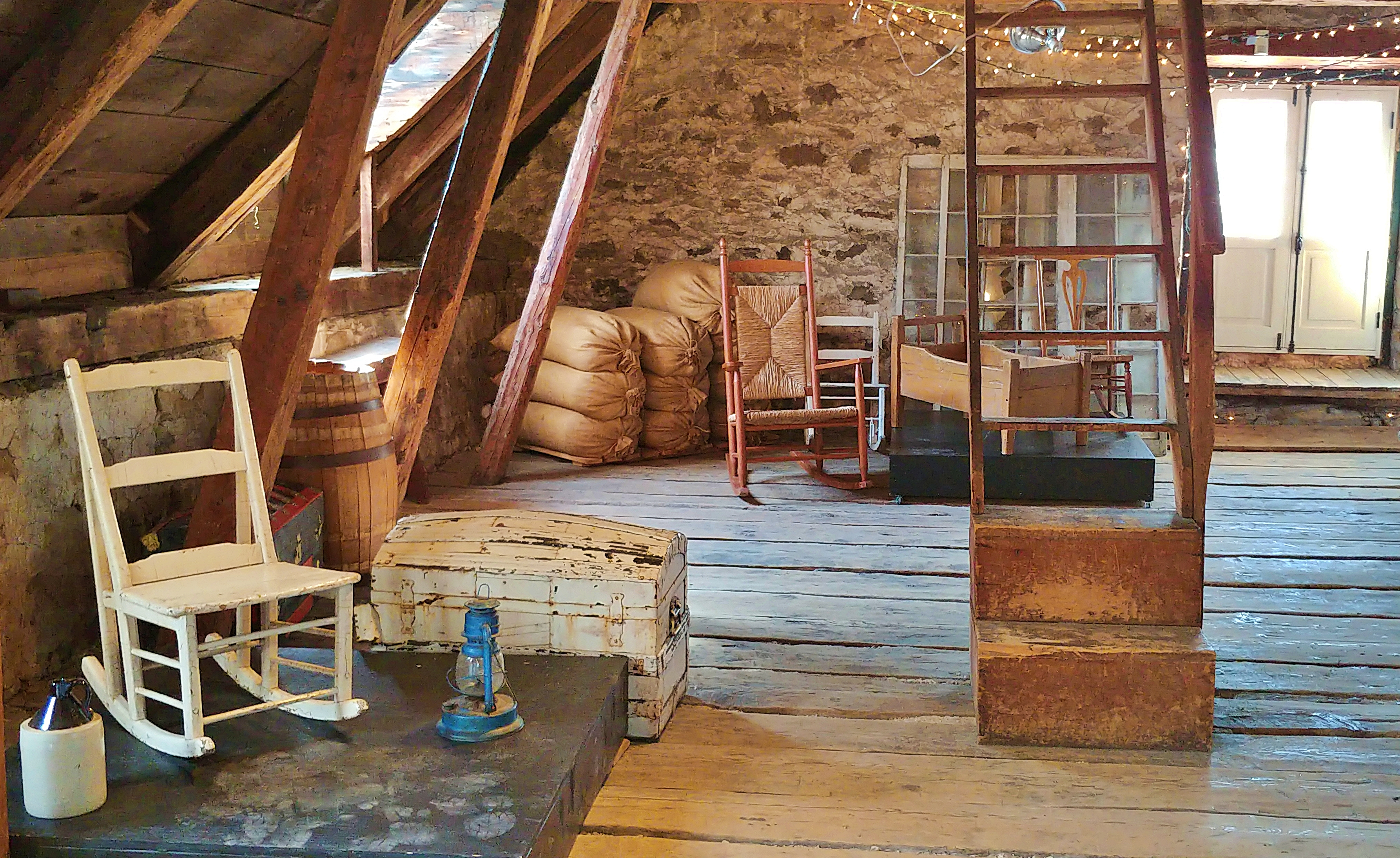
Grenier
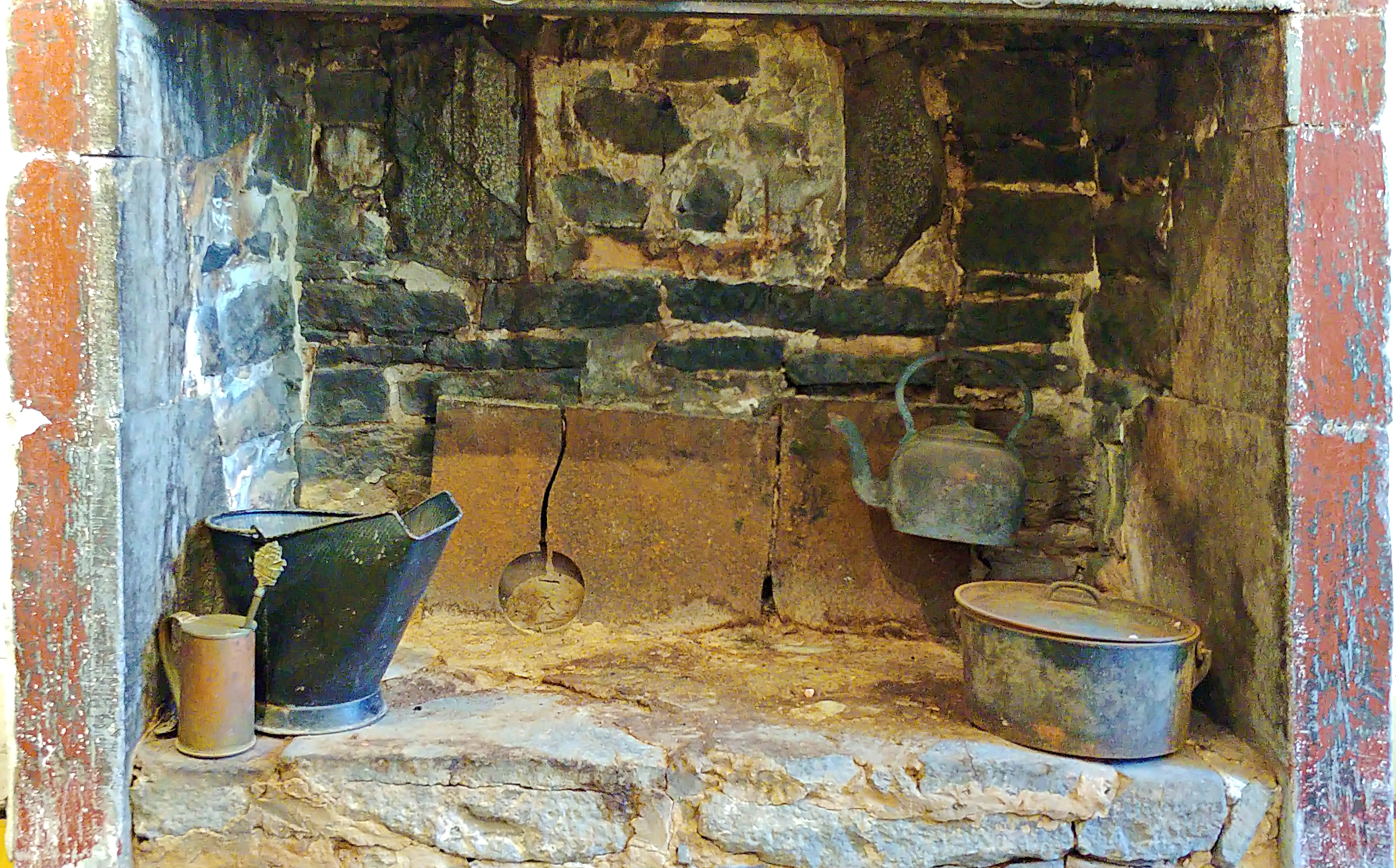
Un des âtres
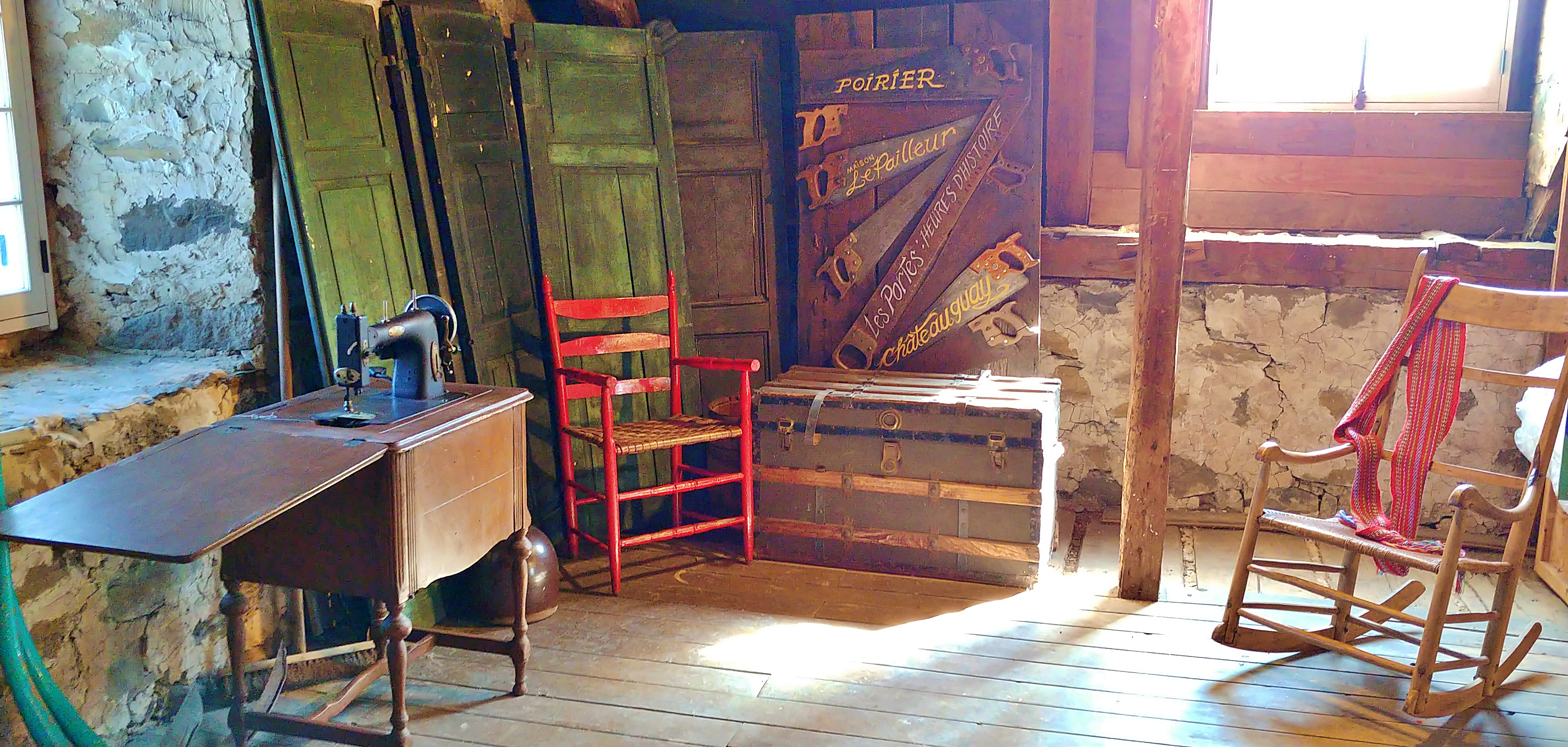
Grenier

## Maison Gravel
Sur le site même de la maison LePailleur, la maison Gravel est construite en 1842. Elle appartenait à Catherine LePailleur, la fille de François-Georges LePailleur. Jusqu'en 1924, la maison change plusieurs fois de propriétaire avant d'être vendue à Edmond Reeves-Gravel. Abandonnée pendant plusieurs années à partir de 1967, elle est acquise par le municipalité de Châteauguay en 1997. Partiellement démolie en raison de son état, elle est convertie en aire de repos et lieu d'interprétation en 2017.